# موش درختی غول‌پیکر
موش درختی غول‌پیکر (نام علمی: Toromys grandis) نام یک گونه از زیرخانواده تیغی‌موشیان است.